# Pierwszy gabinet Johna Howarda
Pierwszy gabinet Johna Howarda – sześćdziesiąty pierwszy gabinet federalny Australii, urzędujący od 11 marca 1996 do 21 października 1998. Był gabinetem koalicyjnym Liberalnej Partii Australii (LPA) i Narodowej Partii Australii (NPA). Stanowił pierwszy od 1983 prawicowy gabinet federalny, a także ostatni gabinet, którego urzędowanie przypadło w całości na XX wiek. 

## Okoliczności powstania i dymisji
Gabinet powstał po wyborach z marca 1996, w których rządząca od 1983 Australijska Partia Pracy (ALP) uległa prawicowej koalicji. Urzędował aż do kolejnych wyborów, które odbyły się przedterminowo w październiku 1998. Przyniosły one kolejne zwycięstw koalicji, dzięki czemu premier John Howard mógł sformować swój drugi gabinet. 

## Skład
| stanowisko | osoba              | partia | od                  | do                   |
| --- | ------------------ | ------ | ------------------- | -------------------- |
| premier | John Howard        | LPA    | 11 marca 1996       | 21 października 1998 |
| wicepremier | Tim Fischer        | NPA    | 11 marca 1996       | 21 października 1998 |
| minister handlu                                                                                                | Tim Fischer        | NPA    | 11 marca 1996       | 21 października 1998 |
| minister skarbu                                                                                                | Peter Costello     | LPA    | 11 marca 1996       | 21 października 1998 |
| minister przemysłu podstawowego i energii                                                                      | John Anderson      | NPA    | 11 marca 1996       | 21 października 1998 |
| minister środowiska                                                                                            | Robert Hill        | LPA    | 11 marca 1996       | 21 października 1998 |
| minister komunikacji i sztuki (od 9 października 1997 minister komunikacji, gospodarki informacyjnej i sztuki) | Richard Alston     | LPA    | 11 marca 1996       | 21 października 1998 |
| minister ds. warunków zatrudnienia (od 11 lipca 1996 minister ds. warunków zatrudnienia i małych firm)         | Peter Reith        | LPA    | 11 marca 1996       | 21 października 1998 |
| minister zabezpieczenia społecznego                                                                            | Jocelyn Newman     | LPA    | 11 marca 1996       | 21 października 1998 |
| minister wspierająca premiera w kwestiach statusu kobiet                                                       | Jocelyn Newman     | LPA    | 11 marca 1996       | 6 października 1997  |
| minister spraw zagranicznych                                                                                   | Alexander Downer   | LPA    | 11 marca 1996       | 21 października 1998 |
| minister przemysłu, nauki i turystyki                                                                          | John Moore         | LPA    | 11 marca 1996       | 21 października 1998 |
| wiceprzewodniczący Federalnej Rady Wykonawczej                                                                 | John Moore         | LPA    | 11 marca 1996       | 21 października 1998 |
| minister obrony                                                                                                | Ian McLachlan      | LPA    | 11 marca 1996       | 21 października 1998 |
| minister transportu i rozwoju regionalnego                                                                     | John Sharp         | NPA    | 11 marca 1996       | 24 września 1997     |
| minister transportu i rozwoju regionalnego                                                                     | Mark Vaile         | NPA    | 6 października 1997 | 21 października 1998 |
| minister zdrowia i rodziny                                                                                     | Michael Wooldridge | LPA    | 11 marca 1996       | 21 października 1998 |
| minister finansów (od 6 października 1997 minister finansów i administracji)                                   | John Fahey         | LPA    | 11 marca 1996       | 21 października 1998 |
| minister zatrudnienia, edukacji, szkoleń i spraw młodzieży                                                     | Amanda Vanstone    | LPA    | 11 marca 1996       | 6 października 1997  |
| minister zatrudnienia, edukacji, szkoleń i spraw młodzieży                                                     | David Kemp         | LPA    | 6 października 1997 | 21 października 1998 |
| minister wspierający premiera w kwestiach służby cywilnej                                                      | Peter Reith        | LPA    | 17 marca 1996       | 18 lipca 1997        |
| minister wspierający premiera w kwestiach służby cywilnej                                                      | David Kemp         | LPA    | 18 lipca 1997       | 21 października 1998 |
| prokurator generalny                                                                                           | Daryl Williams     | LPA    | 6 października 1997 | 21 października 1998 |